# Charles Thibault (organiste)
Pour les articles homonymes, voir Charles Thibault et Thibault.

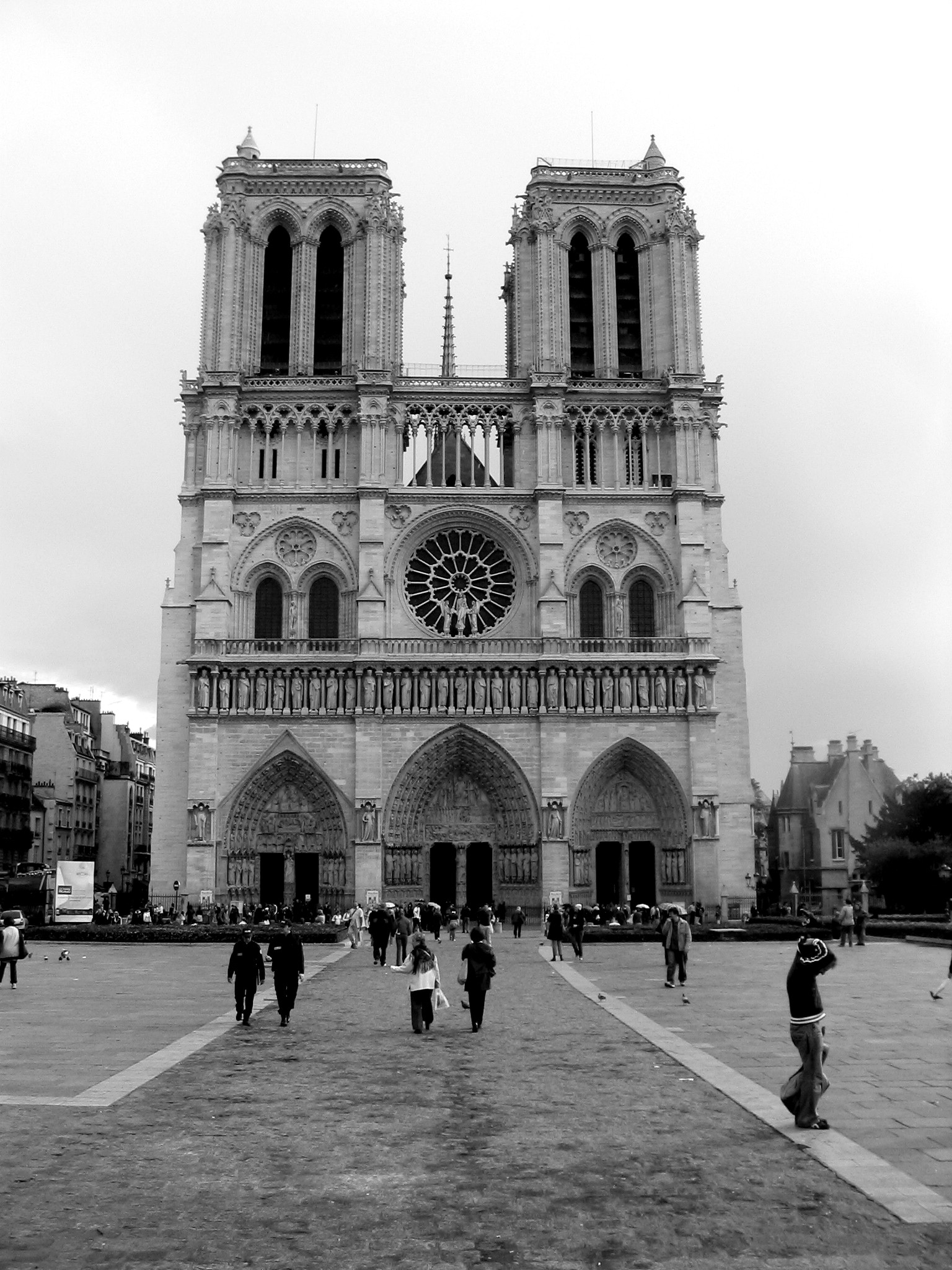
Cathédrale Notre-Dame de Paris

Charles Thibault (15??-1618) fut un important organiste français, organiste de la Cathédrale Notre-Dame de Paris.